# Majitha
Majitha là một thành phố và là nơi đặt hội đồng đô thị (municipal council) của quận Amritsar thuộc bang Punjab, Ấn Độ.

## Địa lý
Majitha có vị trí 31°46′B 74°57′Đ / 31,76°B 74,95°Đ Nó có độ cao trung bình là 215 mét (705 feet).

## Nhân khẩu
Theo điều tra dân số năm 2001 của Ấn Độ, Majitha có dân số 13.006 người. Phái nam chiếm 53% tổng số dân và phái nữ chiếm 47%. Majitha có tỷ lệ 59% biết đọc biết viết, thấp hơn tỷ lệ trung bình toàn quốc là 59,5%: tỷ lệ cho phái nam là 63%, và tỷ lệ cho phái nữ là 54%. Tại Majitha, 14% dân số nhỏ hơn 6 tuổi.